# 女の顔 (1941年の映画)

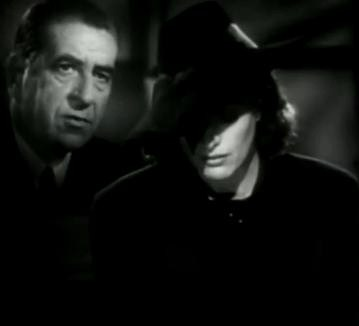
ロバート・ワーウィック(左)とジョーン・クロフォード

『女の顔』（おんなのかお、原題：A Woman's Face）は、1941年に製作・公開されたアメリカ合衆国の映画である。1938年にスウェーデンでイングリッド・バーグマン主演で映画化されたこともあるフランシス・ド・クロワッセの戯曲の映画化であり、ジョージ・キューカーが監督、ジョーン・クロフォードとメルヴィン・ダグラスが主演した。

## キャスト
- アンナ・ホルム：ジョーン・クロフォード
- グスタフ：メルヴィン・ダグラス
- トルステン：コンラート・ファイト

## スタッフ
- 監督：ジョージ・キューカー
- 製作：ヴィクター・サヴィル
- 脚本：ドナルド・オグデン・ステュアート、エリオット・ポール
- 音楽：ブロニスラウ・ケイパー
- 撮影：ロバート・H・プランク
- 編集：フランク・サリヴァン
- 美術：セドリック・ギボンズ
- 装置：エドウィン・B・ウィリス
- 衣裳：エイドリアン、ジャイル・スティール
- 録音：ダグラス・シアラー

## 注
1. 1 2   The Eddie Mannix Ledger, Los Angeles: Margaret Herrick Library, Center for Motion Picture Study.